# Blisk oz. plamen iz ustja cevi
Blisk oz. plamen iz ustja cevi je vidna svetloba, ki nastane ob izstopu projektila iz strelnega orožja. Izstop projektila iz cevi spremljata blisk in pok, ki ga ustvarijo smodniški plini ob stiku z zrakom. Velikost in oblika bliska je odvisna od tipa streliva in strelnega orožja ter razbijala plamena, ki je nameščeno na ustju cevi. Na ustvaritev poka poleg smodniških plinov vpliva še vžig inicialne kapice ter valovi, ki nastanejo zaradi pritiska z zbijanjem zračne mase in udarnim valom, ki ga ustvari projektil po izstopu iz cevi.
Blisk oz. plamen iz ustja cevi je problem pri večini strelnih orožij, saj zaradi bliska pri streljanju izdaja strelčevo pozicijo. Lahko pa tudi začasno oslepi strelca. V ta namen je bilo razvito razbijalo plamena, ki je nameščeno na konec ustja cevi in tako prikriva oziroma zatira vidno svetlobo.